# گمینا چرنگخوو (استان سیلسیان)
گمینا چرنگخوو (استان سیلسیان) (به لهستانی:  Gmina Czernichów) یک گمینا در لهستان است که در شهرستان ژویتس واقع شده‌است. گمینا چرنگخوو ۵۶٫۲۶ کیلومتر مربع مساحت و ۶٬۵۲۷ نفر جمعیت دارد.